# Christine Reimer
Signe Christine Antoinette Manna Reimer (født 15. april 1858 i Hårslev Sogn på Nordfyn, død 13. december 1943 i Odense) var en dansk journalist og forfatter, der især huskes som folkemindesamler. Hendes fembindsværk Nordfynsk Bondeliv i Mands Minde (1910–1919) beskriver almindelige menneskers levevis, skikke og sprog i de nordfynske landbosamfund. Værket anses for at være et af de vigtigste historiske optegnelser om dansk folkeminder og beslægtede traditioner. Hun testamenterede sine samlinger til Nordfyns Museum i Bogense.

## Tidligt liv og uddannelse
Reimer er født 15. april 1858 i Hårslev Sogn ved Bogense på Fyn i en velstillet familie som datter af lærer Hans Bertel Reimer (1800–1872) og hustru Kirsten Poulsdatter (1827–1920). Hun havde to halvbrødre fra sin fars første ægteskab. Efter at have gået på sin fars skole i Hårslev, flyttede hun som niårig til sin halvbror Alexanders hjem i Viborg, hvor hun gik fem år på Wissings Pigeskole. Hun blev også oplært i kontorarbejde og bogføring af sin bror, som var kæmner. Da hendes far døde i 1872, flyttede hun tilbage til Hårslev for at bo hos sin mor. Fra 1880 tilbragte hun tre år hjemme hos sin anden halvbror, Anton, som var præst, og underviste hans tre børn.

## Professionelt virke
Reimer underviste i Herning indtil 1886, hvorefter hun brugte sine somre til at bestyre sommerpensionater på Nordsjælland og havde sit eget pensionat i Hellebæk i 1890'erne. Hun var i stand til at bruge sine vintre på at udvikle sin interesse for lokale traditioner og folkminder.
I 1897 bosatte hun sig hos sin mor i Odense og begyndte for alvor at hellige sig forfatterskabet med en særlig interesse for folkeminder og lokale sprog og traditioner. Hun forbedrede sit kendskab til området ved at besøge biblioteker og arkiver og mødes med ældre mennesker for at snakke om deres fortid. Hun skrev omkring 150 artikler om året og præsenterede sine ideer om god husholdning. I 1908 udgav hun Hjemmets Bog, som også indeholdt gamle ordsprog og digte og beskrev nogle af de lokale husholdningstraditioner, hun havde oplevet.
I 1910 udgav Reimer første bind af sit berømte værk Nordfynsk Bondeliv i Mands Minde. Som et resultat af hendes eget dårlige helbred og presset fra første verdenskrig udkom det femte bind først i 1919. Hun havde sat sig for at vise, at folketraditioner ikke kun skulle være et emne for akademikere fra København, men kunne tages op af interesserede forfattere i provinsen. Hun lykkedes med sin virksomhed og modtog bred anerkendelse fra fagfolk. Efter sin mors død i 1920 kunne Reimer ikke finde styrken til at skrive flere bøger, men indtil slutningen af sit liv fortsatte hun med at bidrage med artikler til tidsskrifter.
Christine Reimer døde i Odense 13. december 1943. Hun overlod sine folkemindesamlinger til Nordfyns Museum i Bogense og testamenterede sin samling af omkring 5.000 ordsprog og eksempler på lokal dialekt til Udvalg for Folkemaal og Dansk Folkemindesamling.